# 中華民國駐汶萊代表列表
本列表為中華民國駐歷任代表名錄。兩國無正式外交關係。

## 代表機構
1978年9月27日，中華民國在首都斯里巴卡旺設立駐汶萊遠東貿易文化中心（Far East Trade and Cultural Center, B. S. Begawan, Brunei Darussalam）。1996年7月1日，更名為駐汶萊臺北經濟文化辦事處（Taipei Economic and Cultural Office in Brunei Darussalam）。
2006年3月17日，辦事處暫停運作。2007年3月1日，重新掛牌運作。

## 歷任代表（1977年至今）
| 姓名   | 任命           | 到任              | 免職           | 離任          | 外交銜級 對外名義 | 外交職務 本職職務 | 備註     | 備註 |
| ------ | -------------- | ----------------- | -------------- | ------------- | ----------------- | ----------------- | -------- | ---- |
| 趙傳宗 | 1977年3月2日   | 1977年3月26日     |                | 1978年9月25日 | 代主任            | 代主任            | 轉任主任 |      |
| 趙傳宗 | 1978年9月25日  | 1978年9月25日     |                | 1984年5月29日 | 主任              | 主任              | 轉任代表 |      |
| 趙傳宗 | 1984年5月29日  | 1984年5月29日     | 1986年4月7日   | 1986年7月31日 | 代表              | 代表              |          |      |
| 閻志恒 | 1986年6月16日  | 1986年7月21日     | 1990年12月14日 | 1991年3月9日  | 代表              | 代表              |          |      |
| 陳富雄 | 1990年12月14日 | 1991年3月18日     | 1993年5月3日   | 1994年8月29日 | 代表              | 代表              |          |      |
| 韓知義 | 1994年7月21日  | 1994年9月22日     |                | 1999年        | 代表              | 代表              |          |      |
| 朱浙川 |                | 1999年            | 2003年6月13日  | 2003年9月12日 | 代表              | 代表              |          |      |
| 陳進賢 | 2003年6月13日  | 2003年9月12日     | 2006年4月28日  | 2006年5月6日  | 代表              | 代表              |          |      |
| 俞邵武 |                | 2007年1月21日     | 2009年10月12日 | 2010年1月6日  | 代表              | 代表              |          |      |
| 丁干城 | 2009年10月16日 | 2010年1月6日      |                | 2010年7月29日 | 代表              | 副代表            | 升任代表 |      |
| 丁干城 |                | 2010年7月29日     | 2011年11月28日 | 2012年8月     | 代表              | 代表              |          |      |
| 黃清雄 | 2011年11月28日 | 2012年9月1日      |                | 2016年1月     | 代表              | 特命全權大使      | [ 註 1 ] |      |
| 萬家興 |                | 2016年1月14日     |                | 2017年5月     | 代表              | 特命全權大使      |          |      |
| 林維揚 |                | 2017年5月27日     |                | 2019年8月     | 代表              | 特命全權公使      |          |      |
| 李憲章 |                | 2019年8月8日      |                | 2022年3月     | 代表              | 特命全權大使      |          |      |
| 史亞平 |                | 2022年3月24日     |                | 2025年5月     | 代表              | 特命全權大使      |          |      |
| 蕭勝中 |                | 2025年5月12日宣誓 |                | 現任          | 代表              | 特命全權大使      |          |      |

## 外部連結
- 駐汶萊臺北經濟文化辦事處（Facebook、Twitter）